# Hofanlage Dorfring 11
Die Hofanlage Dorfring 11 in Dötlingen stammt aus dem 18. und 19. Jahrhundert.
Aktuell (2023) wird sie als Praxis und Wohnhaus genutzt.
Die Gebäude stehen unter Denkmalschutz (siehe auch Liste der Baudenkmale in Dötlingen).

## Geschichte
Die Hofanlage besteht aus
- dem eingeschossigen traufständigen Wohn- und Wirtschaftsgebäude von 1779 (Inschrift Wirtschaftsgiebel) bzw. 1843 (Inschrift Wohngiebel) als Zweiständer-Hallenhaus in Fachwerk mit Steinausfachungen mit reetgedecktem Krüppelwalmdach mit Niedersachsengiebel und Uhlenloch und
- der eingeschossigen traufständigen Scheune wohl von Anfang des 19. Jahrhunderts in Fachwerk mit Steinausfachungen, reetgedecktem Krüppelwalmdach mit Niedersachsengiebel und Uhlenloch, Quereinfahrten sowie öst- und südlichen Anbauten mit Schleppdächern.[2]

Das Landesdenkmalamt befand: „… Dorfring 11 hat als Teil der Gruppe ‘Dorfkern Dötlingen’ geschichtliche Bedeutung …“